# Stansbury-Halbinsel
Die Stansbury-Halbinsel ist eine Halbinsel am nördlichen Ende von Nelson Island im Archipel der Südlichen Shetlandinseln. Sie liegt zwischen der Edgell Bay und der Fildes Strait.
Das UK Antarctic Place-Names Committee benannte sie 1978 nach Michael Johnn Stansbury (* 1934) vom Falkland Islands Dependencies Survey, Meteorologe in Grytviken (1958–1959) und Stationsleiter in der Admiralty Bay (1959–1960). Wissenschaftler einer polnischen Expedition benannten sie als Wzgórze Helikoptera (polnisch für Hubschrauberhügel; englisch Helicopter Hills) nach den hier zwischen 1980 und 1981 durchgeführten Hubschrauberlandungen.